# 小林小太郎 (貴族院議員)
小林 小太郎（こばやし こたろう、1846年8月29日（弘化3年7月8日） - 1901年（明治34年）2月4日）は、明治時代の豪農、政治家。貴族院多額納税者議員、山梨県南巨摩郡増穂村長。幼名・仁造。

## 経歴
甲斐国巨摩郡舂米村（山梨県南巨摩郡増穂村、増穂町を経て現富士川町）で小林常八の長男として生まれ、本家・小林八右衛門の養子となり、1968年（明治元年）家督を相続し小太郎と改名した。養家は領主田安家の奥番格で郡中惣（総）取締を務め甲州一の豪農といわれた。
1872年（明治5年）巨摩郡第30区戸長に就任し、舂米村戸長、増穂村戸長、第15区区長、学区取締を歴任。1877年（明治7年）、山梨県会議員に当選し、南巨摩郡所得税調査委員を務め、1892年（明治25年）4月、増穂村長に就任した。
1894年（明治27年）補欠選挙で貴族院多額納税者議員に互選され、同年12月10日から1897年（明治30年）9月28日まで在任した。

## 親族
- 長男 小林八右衛門（貴族院多額納税者議員）[1]